# Organització del Tractat de l'Atlàntic Nord
L'Organització del Tractat de l'Atlàntic Nord (OTAN; anglès:  North Atlantic Treaty Organization; francès: Organisation du traité de l'Atlantique nord), dita igualment Aliança Atlàntica, és una aliança militar intergovernamental de trenta-dos estats membres (trenta a Europa i dos a Nord-amèrica). Fou establerta pel Tractat de l'Atlàntic Nord, signat el 4 d'abril del 1949, en la postguerra de la Segona Guerra Mundial. És un sistema de seguretat col·lectiva en virtut del qual els estats membres, que resten independents, es comprometen a defensar-se mútuament en cas d'atac exterior. Concretament, l'article 5 del tractat estipula que «un atac armat contra una [de les Parts] es considerarà un atac dirigit contra totes elles».
Els països signants van ser els del Tractat de Brussel·les (Bèlgica, França, Luxemburg, Països Baixos i el Regne Unit), Estats Units i el Canadà, així com altres cinc països d'Europa Occidental convidats a participar-hi (Dinamarca, Itàlia, Islàndia, Noruega i Portugal). Fou dissenyat per a ser una garantia de seguretat dels estats d'Europa Occidental davant la Unió Soviètica i els seus aliats. El Pacte de Varsòvia es va crear més tard, el 1955, per a contrarestar a l'OTAN després de l'admissió i el possible rearmament de la República Federal d'Alemanya. Com li era propi a la conjuntura de la guerra freda, les forces de l'OTAN van actuar només com força dissuasiva. Després de la desintegració de la Unió Soviètica, l'OTAN ha reformulat els seus objectius i activitats, i es va centrar en la seguretat de tot l'hemisferi nord. En aquest marc, es va desenvolupar l'única operació d'atac a un país en tota la seva història de l'OTAN: l'atac contra Iugoslàvia del 1999. L'atac estava destinat a aturar la neteja ètnica a Kosovo per part de Sèrbia. L'ús per part de forces de l'OTAN d'armament radioactiu de baixa intensitat (els projectils d'urani empobrit) fou polèmic. Des de llavors, l'OTAN ha participat en les invasions de l'Afganistan i l'Iraq.
La seu de l'OTAN és a Brussel·les i la del seu comandament militar (SHAPE) a Mons, Bèlgica.
Mitjançant els mitjans logístics dels països aliats, l'OTAN cohesiona i organitza els països aliats en matèria política, econòmica i militar. El Secretari General és Mark Rutte, l'exprimer ministre dels Països Baixos, des de l'1 d'octubre de 2024.
D'ençà de la seva fundació, l'admissió de nous membres ha fet créixer el nombre de països, dels 12 originals, als 30 amb l'accessió de Macedònia del Nord el 27 de març del 2020. Arran de la invasió russa d'Ucraïna del 2022, el 18 de maig de 2022, els ambaixadors davant l'OTAN de Finlàndia i Suècia van lliurar la petició formal d'ingrés a l'OTAN. El 5 de juliol de 2022 els 30 països membres van signar els protocols d'adhesió dels dos països nòrdics. La següent i darrera passa per a l'oficialització era la ratificació per part de cadascun dels països membres a títol individual.

## Història

### Gènesi de l'OTAN
El 1949, en plena postguerra de la Segona Guerra Mundial, a Occident es veia amb preocupació la política expansionista que estava seguint la Unió Soviètica. Era evident que l'ONU no podria ser capaç per si sola de mantenir la pau al món, ja que els nombrosos vetos soviètics ho impedien. La imposició de governs no democràtics i l'eliminació de molts dels drets humans a Europa central i Oriental per influència soviètica augmentaven la pressió a Europa Occidental. Entre el 1947 i el 1949, una sèrie d'esdeveniments, més dramàtics pel fet de la recent marxa de les tropes nord-americanes i canadenques que encara es trobaven a Europa des de la fi de la Segona Guerra Mundial, van marcar el punt més alt en la tensió que s'estava experimentant. Aquests successos foren amenaces a la sobirania de Noruega, Grècia, Turquia i Txecoslovàquia, entre d'altres, sent el cop de Praga interpretat com un atac directe a la democràcia europea. A més a més, amb el Bloqueig de Berlín, que va començar l'abril de 1948, la situació va empitjorar.
La necessitat d'una associació de països cada vegada era més manifesta, de manera que el març de 1948, França, Bèlgica, Països Baixos, Luxemburg i el Regne Unit van signar el Tractat de Brussel·les, pel qual creaven una aliança militar, l'Aliança Atlàntica.
Davant la creixent amenaça soviètica, es va decidir ampliar l'Aliança, per la qual cosa es van dur a terme negociacions entre els Estats Units, el Canadà i l'Aliança Atlàntica, a les quals es va decidir convidar el Canadà, Dinamarca, Islàndia, Itàlia Noruega i Portugal. Les negociacions van girar al voltant de la creació d'una aliança militar que tingués una base en l'article 51 de la Carta de les Nacions Unides, i van tenir com a resultat la signatura del Tractat de Washington, el 4 d'abril de 1949, segons el qual s'establien les bases de la creació de l'Organització del Tractat de l'Atlàntic Nord.
Una de les dificultats sorgides durant les negociacions van estar relacionades amb la integració dels EUA en l'Organització. Els països europeus, devastats després de la guerra, estaven interessats a aliar-se amb els Estats Units per així assegurar una defensa eficaç, però als Estats Units no es compartia aquesta voluntat. Tanmateix, el cop de Praga, el 12 de març de 1948 i el bloqueig de Berlín a 1948 van fer augmentar la reivindicació per part dels europeus, especialment de França, de la creació d'una aliança militar amb els Estats Units. En secret, al Regne Unit es va signar un acord, anomenat Pentagon Papers, pel qual s'establia un esbós de com havia de ser una aliança a l'Atlàntic Nord.
L'últim element a tenir en compte en el procés de la integració dels Estats Units va passar per la necessitat de superar la dificultat que suposava la prohibició per part de la Constitució dels Estats Units d'aliar-se militarment en temps de pau. El senador Vandenberg va promoure la votació de la Resolució 239, que l'11 de juny de 1948 va donar llum verda a la unió dels Estats Units a l'Aliança. Sota petició del Senat dels Estats Units es va fer constar en el tractat de Constitució de l'aliança (article 5) que les mesures a prendre en cas d'agressió a algun país membre fossin resultat de la lliure elecció de cada país. El Senat volia mantenir així el poder d'elecció del Congrés en matèria militar.
Després de la Constitució de l'OTAN, nous països es van anar adherint a ella. El 1952 es van unir els dos primers, Grècia i Turquia. La República Federal d'Alemanya va accedir-hi el 1955 i el 1982 Espanya va signar també el Tractat, malgrat el rebuig social. La República Txeca, Hongria i Polònia es van convertir en membres el 1999.

### Inicis
Teòricament destinat a ser una garantia de seguretat dels estats d'Europa Occidental davant la Unió Soviètica i els seus aliats. El Pacte de Varsòvia es va crear més tard, el 1955, per contrarestar a l'OTAN després de l'admissió i el possible rearmament de la República Federal d'Alemanya. Com li era propi a la conjuntura de la guerra freda les forces de l'OTAN van actuar només com força dissuasiva.
La incorporació d'Alemanya Occidental a l'Organització el 9 de maig de 1955 va ser descrita com «un moment decisiu en la història del nostre continent» pel Ministre d'Afers Exteriors de Noruega del moment, Halvard Lange. De fet, una de les conseqüències immediates va ser la creació del Pacte de Varsòvia, signat el 14 de maig de 1955 per la Unió Soviètica i els seus estats satèl·lits. Aquest pacte es considera la resposta formal a l'OTAN, posant de manifest els dos bàndols oposats de la Guerra Freda.
L'any 1954, la Unió Soviètica va proposar la seva unió a l'OTAN, amb l'objectiu de mantenir la pau a Europa, però els països aliats van rebutjar la proposta.
La unitat de l'OTAN ha estat posada en entredit ja des dels seus principis. En 1958, De Gaulle va protestar pel paper hegemònic que tenien els Estats Units en l'Organització i el que, a parer seu, era una relació especial entre els Estats Units i el Regne Unit. En un memoràndum enviat al president Eisenhower i el primer ministre Macmillan el 17 de setembre de 1958, argumentava a favor de la creació d'una direcció tripartida, que posés França en igualtat de condicions amb els Estats Units i el Regne Unit, advocant també per l'expansió de l'OTAN a les àrees geogràfiques d'interès per a França, com Algèria, on França intentava eliminar les forces insurgents i necessitava l'ajuda de l'OTAN.
De Gaulle va considerar les respostes donades com insatisfactòries, de manera que va decidir construir una defensa independent per al seu país. L'11 de març de 1959, va retirar del comandament de l'OTAN la flota francesa del Mediterrani; tres mesos després, el juny de 1959, va prohibir l'entrada d'armes nuclears estrangeres en territori francès. Això va provocar que els Estats Units transferissin 200 avions a França i li retornessin al control, entre 1950 i 1967, de les deu bases aèries més grans que havien hi operat. L'última base retornada va ser la de Toul-Rosieres, base de la 26a Ala de Reconeixement, que va ser traslladada a la base aèria de Ramstein, a Alemanya Occidental.
Mentrestant, França havia iniciat independentment el seu propi programa nuclear, anomenat Force de frappe. França va provar la seva primera arma nuclear, Gerboise Bleue, el 13 de febrer de 1960 a l'Algèria francesa.
Encara que França va mostrar solidaritat respecte a la resta de l'OTAN durant la Crisi dels míssils de Cuba a 1962, De Gaulle va continuar amb el seu propòsit de constituir una defensa independent retirant del comandament de l'OTAN la flota francesa de l'Atlàntic i del Canal de la Mànega. El 1966, les forces armades franceses van ser retirades del comandament integrat de l'OTAN, i es va ordenar que totes les tropes no franceses abandonessin el territori gal. Tot això també va provocar que el 16 d'octubre de 1967 es traslladés la Caserna Suprema de l'Aliança a Europa (SHAPE) de París a Casteau, al nord de Mons, a Bèlgica. França va continuar essent membre de l'aliança, i va ajudar en la defensa d'Europa d'un possible atac soviètic amb les seves tropes estacionades a Alemanya Occidental. França va tornar a unir-se al Comitè Militar a 1995 i el seu president Nicolas Sarkozy n'anuncià la reintegració al comandament integrat en coincidència amb la cimera del 60è aniversari de l'Aliança del 3 i 4 d'abril del 2008.

### Desintegració de la Unió Soviètica
Després de la desintegració de la Unió Soviètica, l'OTAN ha reformulat els seus objectius i activitats fins a apropiar-se de la seguretat de tot l'hemisferi nord. En aquest marc, es va desenvolupar l'única operació d'atac per l'OTAN en tota la seva història, l'atac contra Iugoslàvia a 1999. Inicialment, l'atac estava destinat a aturar la neteja ètnica a Kosovo, on es va cometre una gran quantitat de crims contra la població civil, a més de suposar el camp de proves de l'armament nuclear de baixa intensitat (els projectils d'urani empobrit).
El 2004 els antics estats satèl·lit de la Unió Soviètica Bulgària, Eslovàquia, Eslovènia, Estònia, Letònia, Lituània i Romania s'uneixen a l'OTAN com a membres de ple dret.

### Després de l'11S

Logo de la ISAF. Escrit en paixtu: کمک او همکاری, que significa ‘Ajuda i cooperació’.

Després de la invasió de l'Afganistan per part dels EUA, l'OTAN ha portat una missió encarregada per l'ONU anomenada Força Internacional d'Assistència per la Seguretat (ISAF). A l'Iraq, simplement s'ha limitat a entrenar a les forces de seguretat d'aquest país. Les negatives de nombrosos països europeus que l'OTAN actués a l'Iraq, encapçalats per Alemanya, va dissuadir a aquest organisme d'involucrar-se directament en una guerra iniciada pels EUA i el Regne Unit.
El setembre de 2006, l'OTAN va posar en marxa l'Operació Medusa al sud de l'Afganistan, amb l'objectiu d'acabar amb els reductes talibans a Panjwai i Zhari, a Kandahar, on els insurgents posseïen una forta presència. Fins al 10 de setembre de 2007, s'estima que han mort uns 400 suposats talibans, i 20 soldats estrangers a Kandahar.
Per petició de l'OTAN al govern colombià l'any 2008, es va sol·licitar la presència de tropes de l'Exèrcit colombià i experts en antimines i antinarcòtics per participar en aquesta tasca que es desenvolupa en la regió sota la jurisdicció de l'Exèrcit d'Espanya, a causa de la seva gran experiència en aquests temes, major a la de la resta de països que conformen l'OTAN. El 20 de febrer de 2009 va ser aprovada la participació de l'Exèrcit colombià a la ISAF sota bandera espanyola com ho afirma el comandant de les FF.MM. de Colòmbia; inicialment s'enviaran 150 homes experts en antimines, antinarcòtics, i possiblement en operació de forces especials; encara no s'ha confirmat la data de l'enviament d'aquestes tropes. Colòmbia per qüestions de no pertànyer geogràficament a la regió de l'Atlàntic Nord i, alhora, ser un país sud-americà, seria l'únic a pertànyer a aquestes forces de suport i aliança militar en el món.
Croàcia i Albània es van adherir a l'Aliança Atlàntica el 1r d'abril de 2009.
El president Nicolas Sarkozy va reintegrar França al comando integrat en coincidència amb la Cimera d'Estrasburg-Kehl de 2009, que commemorava el 60è aniversari de l'Aliança del 3 i 4 d'abril de 2009, que se celebrà entre Estrasburg i Kehl, en la frontera francoalemanya.
El 31 de desembre de 2014, l'Aliança Atlàntica va posar fi a la missió de la ISAF. Des de 2015, l'OTAN du a terme a l'Afganistan la missió Resolute Support, amb una presència militar més reduïda, per a entrenar, assessorar i ajudar a les forces afganes.
El 5 de juny de 2017 s'hi va adherir Montenegro, el vint-i-novè membre de l'organització.
Per la seva part, Macedònia del Nord va passar a formar part de l'aliança des del 27 de març de 2020. Fins aleshores, l'únic obstacle del país era superar els problemes derivats del nom de la república, ja que el 2008 Grècia va bloquejar la invitació al país eslau fins que fos resolta la disputa sobre el seu nom, reclamat per Grècia com a patrimoni hel·lè. Així, el juny de 2018, els dos països van signar un acord provisional pel qual l'Antiga República Iugoslava de Macedònia passaria a dir-se Macedònia del Nord, fet que va ser ratificat pels parlaments dels dos països el gener de 2019. Això va donar via lliure per a continuar amb el procés d'incorporació a l'aliança, el qual culminaria un any després.

### Després de la invasió russa d'Ucraïna
El 4 d'abril de 2023 s'hi va adherir Finlàndia, país que va demanar l'ingrés al mateix temps que Suècia. No obstant això, aquest últim encara no ho va poder fer per reticències de Turquia, ja que Erdoğan acusava el govern suec d'amagar i protegir terroristes al seu territori.
Després de mesos de blocar l'adhesió de Suècia, el 10 de juliol del 2023, Erdoğan va aixecar el veto a la seva incorporació, tot i que es mantenia el d'Hongria, just la setmana en què s'havia de produir la trobada de l'OTAN a Vílnius. Durant la cimera, el 12 de juliol de 2023, Erdogan va assegurar que el mes d'octubre següent el parlament turc tramitaria la ratificació de l'adhesió de Suècia.
En la cimera de l'Organització celebrada el 24 i 25 de juny de 2025, es va aprovar incrementar progressivament la despesa en defensa per arribar al 5% del PIB de cada país el 2035, presentant plans anuals i arribant al 3,5% en 2029.

## Operacions militars

### Guerra de Bòsnia
La Guerra de Bòsnia comença el 1992 com a resultat de la dissolució de la República Federal Socialista de Iugoslàvia. La intervenció de l'OTAN data del 12 d'abril de 1993 i s'encaminà a establir una zona d'exclusió aèria sota el mandat de l'ONU fins al desembre de 1995.

### Guerra de Kosovo
La intervenció a Kosovo consistí en una campanya de bombardejos aeris que comença el 24 de març de 1999 fins al final de la guerra l'11 de juny de 1999.

### Guerra de l'Afganistan
Els atacs de l'11-S en el 2001 provocaren que s'invoqués per primer cop l'article 5 de l'OTAN que estableix que un atac en qualsevol dels seus membres serà considerat un atac en tots ells. La invocació entrà en efecte el 4 d'octubre i provocà diverses operacions militars a gran escala en el context de la guerra.

### Operació Escut de l'Oceà
Del 17 d'agost de 2009 al 15 de desembre de 2016 es van establir les operacions navals de l'Operació Escut de l'Oceà per iniciativa de l'OTAN contra la pirateria a Somàlia a l'oceà Índic, el canal de Guardafui, el golf d'Aden i el mar d'Aràbia. Segueix l'anterior Operació Protector Aliat de 2008.

### Guerra de Libia
Igual que en casos anteriors durant la Guerra Civil a Líbia l'OTAN establí una zona d'exclusió aèria per protegir els civils dels atacs de Muammar Gaddafi.

## Tractat de Washington
En el tractat s'observa com es pretenia que Europa dugués a terme la seva pròpia defensa militar, ja que en l'article 3 es permet que els Estats Units ajudi al desenvolupament militar d'Europa, a manera de Pla Marshall en l'àmbit militar.

## Estats membres
| A world map with countries in blue, cyan, orange, yellow, purple, and green, based on their NATO affiliation. | |                        |                        | | | | |                                                                        |                                                                        |                                                  |                                                  | | | |
| \| \| Membres de l'OTAN \| \| Pla d'Acció de Membres \| \| Pla d’acció individual de col·laboració \| \| Aliança per la Pau \| \| Diàleg Mediterrani \| \| Iniciativa de Cooperació d'Istanbul \| \| Socis globals \| \| \| - Albània - Bèlgica - Bulgària - Canadà - Croàcia - República Txeca - Dinamarca - Estònia - Finlàndia - França - Alemanya - Grècia - Hongria - Islàndia - Itàlia - Letònia - Lituània - Luxemburg - Montenegro - Països Baixos - Macedònia del Nord - Noruega - Polònia - Portugal - Romania - Eslovàquia - Eslovènia - Espanya - Suècia - Turquia - Regne Unit - Estats Units \| - Albània - Bèlgica - Bulgària - Canadà - Croàcia - República Txeca - Dinamarca - Estònia - Finlàndia - França - Alemanya - Grècia - Hongria - Islàndia - Itàlia - Letònia - Lituània - Luxemburg - Montenegro - Països Baixos - Macedònia del Nord - Noruega - Polònia - Portugal - Romania - Eslovàquia - Eslovènia - Espanya - Suècia - Turquia - Regne Unit - Estats Units \| - Bòsnia i Hercegovina \| - Bòsnia i Hercegovina \| - Armènia - Azerbaidjan - Bòsnia i Hercegovina - Geòrgia - Kazakhstan - Moldàvia - Sèrbia - Ucraïna \| - Armènia - Azerbaidjan - Bòsnia i Hercegovina - Geòrgia - Kazakhstan - Moldàvia - Sèrbia - Ucraïna \| - Armènia - Àustria - Azerbaidjan - Belarus - Bòsnia i Hercegovina - Geòrgia - Irlanda - Kazakhstan - Kyrgyzstan - Malta - Moldàvia - Rússia - Sèrbia - Suïssa - Tadjikistan - Turkmenistan - Ucraïna - Uzbekistan \| - Armènia - Àustria - Azerbaidjan - Belarus - Bòsnia i Hercegovina - Geòrgia - Irlanda - Kazakhstan - Kyrgyzstan - Malta - Moldàvia - Rússia - Sèrbia - Suïssa - Tadjikistan - Turkmenistan - Ucraïna - Uzbekistan \| - Algèria - Egipte - Israel - Jordània - Mauritània - Marroc - Tunísia \| - Algèria - Egipte - Israel - Jordània - Mauritània - Marroc - Tunísia \| - Bahrain - Kuwait - Qatar - Emirats Àrabs Units \| - Bahrain - Kuwait - Qatar - Emirats Àrabs Units \| - Afganistan - Austràlia - Colòmbia - Iraq - Japó - Mongòlia - Nova Zelanda - Pakistan - Corea del Sud \| - Afganistan - Austràlia - Colòmbia - Iraq - Japó - Mongòlia - Nova Zelanda - Pakistan - Corea del Sud \| - Afganistan - Austràlia - Colòmbia - Iraq - Japó - Mongòlia - Nova Zelanda - Pakistan - Corea del Sud \| | |                        |                        | | | | |                                                                        |                                                                        |                                                  |                                                  | | | |
| | Membres de l'OTAN |                        | Pla d'Acció de Membres | | Pla d’acció individual de col·laboració                                                             | | Aliança per la Pau |                                                                        | Diàleg Mediterrani                                                     |                                                  | Iniciativa de Cooperació d'Istanbul              | | Socis globals                                                                                          | |
| - Albània - Bèlgica - Bulgària - Canadà - Croàcia - República Txeca - Dinamarca - Estònia - Finlàndia - França - Alemanya - Grècia - Hongria - Islàndia - Itàlia - Letònia - Lituània - Luxemburg - Montenegro - Països Baixos - Macedònia del Nord - Noruega - Polònia - Portugal - Romania - Eslovàquia - Eslovènia - Espanya - Suècia - Turquia - Regne Unit - Estats Units | - Albània - Bèlgica - Bulgària - Canadà - Croàcia - República Txeca - Dinamarca - Estònia - Finlàndia - França - Alemanya - Grècia - Hongria - Islàndia - Itàlia - Letònia - Lituània - Luxemburg - Montenegro - Països Baixos - Macedònia del Nord - Noruega - Polònia - Portugal - Romania - Eslovàquia - Eslovènia - Espanya - Suècia - Turquia - Regne Unit - Estats Units | - Bòsnia i Hercegovina | - Bòsnia i Hercegovina | - Armènia - Azerbaidjan - Bòsnia i Hercegovina - Geòrgia - Kazakhstan - Moldàvia - Sèrbia - Ucraïna | - Armènia - Azerbaidjan - Bòsnia i Hercegovina - Geòrgia - Kazakhstan - Moldàvia - Sèrbia - Ucraïna | - Armènia - Àustria - Azerbaidjan - Belarus - Bòsnia i Hercegovina - Geòrgia - Irlanda - Kazakhstan - Kyrgyzstan - Malta - Moldàvia - Rússia - Sèrbia - Suïssa - Tadjikistan - Turkmenistan - Ucraïna - Uzbekistan | - Armènia - Àustria - Azerbaidjan - Belarus - Bòsnia i Hercegovina - Geòrgia - Irlanda - Kazakhstan - Kyrgyzstan - Malta - Moldàvia - Rússia - Sèrbia - Suïssa - Tadjikistan - Turkmenistan - Ucraïna - Uzbekistan | - Algèria - Egipte - Israel - Jordània - Mauritània - Marroc - Tunísia | - Algèria - Egipte - Israel - Jordània - Mauritània - Marroc - Tunísia | - Bahrain - Kuwait - Qatar - Emirats Àrabs Units | - Bahrain - Kuwait - Qatar - Emirats Àrabs Units | - Afganistan - Austràlia - Colòmbia - Iraq - Japó - Mongòlia - Nova Zelanda - Pakistan - Corea del Sud | - Afganistan - Austràlia - Colòmbia - Iraq - Japó - Mongòlia - Nova Zelanda - Pakistan - Corea del Sud | - Afganistan - Austràlia - Colòmbia - Iraq - Japó - Mongòlia - Nova Zelanda - Pakistan - Corea del Sud |

Expansió de l'OTAN

Expansió de l'OTAN a Europa

Els membres i anys d'ingrés es llisten a continuació:
- Albània (2009)
- Alemanya (1955)
- Bèlgica (1949)
- Bulgària (2004)
- Canadà (1949)
- Croàcia (2009)
- Txèquia (1999)
- Dinamarca (1949)
- Eslovàquia (2004)
- Eslovènia (2004)
- Espanya (1982)
- Estats Units (1949)
- Estònia (2004)
- Finlàndia (2023)
- França (1949)
- Grècia (1952)
- Hongria (1999)
- Islàndia (1949)
- Itàlia (1949)
- Letònia (2004)
- Lituània (2004)
- Luxemburg (1949)
- Macedònia del Nord (2020)
- Montenegro (2017)
- Noruega (1949)
- Països Baixos (1949)
- Polònia (1999)
- Portugal (1949)
- Regne Unit (1949)
- Romania (2004)
- Suècia (2024)
- Turquia (1952)

Grècia i Turquia es van unir a l'organització el febrer de 1952. Alemanya es va unir com República Federal d'Alemanya en 1955 i l'Alemanya unificada de 1990 va estendre la seva filiació a les zones de l'extinta República Democràtica Alemanya. Espanya va ser admesa el 30 de maig de 1982 i els països que formaven part del Pacte de Varsòvia: Polònia, Hongria i la República Txeca van fer història en ingressar el 12 de març de 1999. França és encara un membre de l'OTAN, però es va retirar del comando militar el 1966. Islàndia, l'únic membre de l'OTAN que no posseïx força militar pròpia, es va unir amb la condició que no es veuria forçada a participar en cap esdeveniment bèl·lic.
Pel que fa a Macedònia del Nord, l'únic obstacle que tenia aquest país per entrar a l'Aliança Atlàntica era superar els problemes derivats del nom de la mateixa república, ja que Grècia reclamava com a patrimoni hel·lènic aquest nom. No obstant això, l'Estat eslau arribà a un acord amb Grècia el 2018 i va ser convidat formalment a pertànyer a l'OTAN, un procés que va finalitzar el 27 de març de 2020 amb la incorporació del país balcànic.

#### Adhesió de Suècia i Finlàndia
Arran de la invasió russa d'Ucraïna del 2022, el 18 de maig de 2022, els ambaixadors davant l'OTAN de Finlàndia i Suècia van lliurar la petició formal d'ingrés a l'OTAN. El 5 de juliol de 2022 els 30 països membres van signar els protocols d'adhesió dels dos països nòrdics. La següent i darrera passa per a l'oficialització era la ratificació per part de cadascun dels països membres a títol individual.
El 4 d'abril de 2023 Finlàndia va entrar a formar part de l'Aliança Atlàntica, un cop Turquia en va desblocar l'accés, tot i que no pas alhora que Suècia. Aquest país va acabar incorporant-se a l'organització el 7 de maig de 2024.

### Futurs estats membres
L'article 10 del Tractat de l'Atlàntic Nord permet que nous estats formin part de l'OTAN:
| « | Les parts poden, per acord unànime, convidar a entrar a qualsevol Estat europeu que estigui en condicions d'afavorir el desenvolupament dels principis del present Tractat i de contribuir a la seguretat de la zona de l'Atlàntic Nord. Qualsevol Estat que sigui així convidat pot ser Part del Tractat dipositant l'instrument d'adhesió corresponent davant el Govern dels Estats Units d'Amèrica. Aquest Govern informarà a cada una de les Parts d'haver efectuat el dipòsit d'aquest instrument d'adhesió. | » |

Aquest article posa dues condicions a l'ingrés de nous estats:
- Només països d'Europa poden ser nous membres.
- És necessari l'acord unànime de la resta d'estats membres.

Aquest últim criteri implica que els estats membres poden posar una sèrie de condicions de cara a l'ingrés de nous països. Tanmateix, en la pràctica l'OTAN posa una sèrie de condicions comunes.

#### Debat sobre la incorporació
Ucraïna
Aquesta república de l'Europa oriental va començar el seu procés d'adhesió el gener de 2008, en ser presentada a Brussel·les, la sol·licitud d'ingrés a l'aliança. El 23 de desembre de 2014, el Parlament d'Ucraïna va renunciar a l'estatus de no-alineat d'Ucraïna, una passa durament condemnada per Rússia. El 29 de desembre del 2014 el president ucraïnès, Petrò Poroixenko (president electe el 25 de maig del 2014) es va comprometre a celebrar un referèndum sobre unir-se a l'OTAN. Durant la cimera de l'OTAN a Vílnius del 12 de juliol de 2023 es va tractar la manera com es podien oferir garanties de seguretat a Ucraïna, tot i que finalment no es va oferir una senda concreta a Ucraïna per a la seva adhesió. Tanmateix, els països del G-7 van comprometre's de forma individual, mitjançant acords bilaterals, l'ajut a llarg termini fins que es pogués produir l'adhesió, a través de la Declaració Conjunta de Suport a Ucraïna sobre garanties de seguretat. Posteriorment s'hi van afegir fins a 14 països més, que es comprometien a establir negociacions per a acords bilaterals: Bèlgica, Dinamarca, Espanya, Finlàndia, Grècia, Irlanda, Islàndia, Letònia, Noruega, Països Baixos, Portugal, Romania, Suècia i Txèquia. Macedònia del Nord s'hi va afegir el 15 d'agost.
 Geòrgia
La república de Geòrgia va celebrar un referèndum el 5 de gener de 2008, en el qual va ser aprovat pel 72,5% de la seva població, la incorporació d'aquest país a l'aliança atlàntica.
 Colòmbia, per la seva situació geogràfica a l'Amèrica del Sud no pot ser membre actiu de l'organització, però participa com a membre observador, i fins i tot va autoritzar l'enviament de tropes a l'Afganistan el març de 2009 sota comandància de Forces Militars d'Espanya membre de l'OTAN.

## Estructura i organització

### Estructura política

#### Secretaris Generals de l'OTAN
El Secretari General de l'Organització del Tractat de l'Atlàntic Nord és el president del Consell de l'Atlàntic Nord, el més alt representant de la direcció política de l'OTAN.
Des de la creació de l'OTAN, els Secretaris Generals han estat:
| 1  | General Lord Ismay                             | Regne Unit    | 4 d'abril de 1952 – 16 de maig de 1957        |
| 2  | Paul-Henri Spaak                               | Bèlgica       | 16 de maig de 1957 – 21 d'abril de 1961       |
| 3  | Dirk Stikker                                   | Països Baixos | 21 d'abril de 1961 – 1 d'agost de 1964        |
| 4  | Manlio Brosio                                  | Itàlia        | 1 d'agost de 1964 – 1 d'octubre de 1971       |
| 5  | Joseph Luns                                    | Països Baixos | 1 d'octubre de 1971 – 25 de juny de 1984      |
| 6  | Lord Carrington                                | Regne Unit    | 25 de juny de 1984 – 1 de juliol de 1988      |
| 7  | Manfred Wörner                                 | RFA           | 1 de juliol de 1988 – 13 d'agost de 1994      |
| —  | Sergio Balanzino (interí)                      | Itàlia        | 13 d'agost de 1994 – 17 d'octubre de 1994     |
| 8  | Willy Claes                                    | Bèlgica       | 17 d'octubre de 1994 – 20 d'octubre de 1995   |
| —  | Sergio Balanzino (interí)                      | Itàlia        | 20 d'octubre de 1995 – 5 de desembre de 1995  |
| 9  | Javier Solana                                  | Espanya       | 5 de desembre de 1995 – 6 d'octubre de 1999   |
| 10 | George Robertson, Baró Robertson de Port Ellen | Regne Unit    | 14 d'octubre de 1999 – 17 de desembre de 2003 |
| —  | Alessandro Minuto-Rizzo (interí)               | Itàlia        | 17 de desembre de 2003 – 1 de gener de 2004   |
| 11 | Jaap de Hoop Scheffer                          | Països Baixos | 1 de gener de 2004 – 1 d'agost de 2009        |
| 12 | Anders Fogh Rasmussen                          | Dinamarca     | 1 d'agost de 2009 – 1 d'octubre de 2014       |
| 13 | Jens Stoltenberg                               | Noruega       | 1 d'octubre de 2014 – 1 d'octubre de 2024     |
| 14 | Mark Rutte                                     | Països Baixos | 1 d'octubre de 2024 –                         |

### Estructura militar

#### Comitè Militar
L'estructura militar de l'OTAN és dirigida pel Comitè Militar, que al seu torn es troba sota l'autoritat del Consell de l'Atlàntic Nord. El Comitè s'encarrega d'assessorar a l'Aliança en matèria militar, podent reunir per això els Caps d'Estat Major, sent el més comú la reunió a nivell de Representants Militars.
| Estat              | Rang                       | Número                         | Presa de possessió     |
| ------------------ | -------------------------- | ------------------------------ | ---------------------- |
| Bèlgica            | General                    | August Van Daele               | 1 de gener de 2003     |
| Canadà             | General                    | R.J. Hillier                   | 4 de febrer de 2005    |
| Dinamarca          | General                    | Hans Jesper Helsø              | 2002                   |
| Estats Units       | Almirall                   | Mike Mullen                    | 1 d'octubre de 2007    |
| França             | General                    | Jean-Louis Georgelin           | 4 d'octubre de 2006    |
| Islàndia           | Ministre d'Afers Exteriors | Thórir Ibsen                   | 2007                   |
| Itàlia             | Almirall                   | Giampaolo di Paola             | 10 de març de 2004     |
| Luxemburg          | Coronel                    | Nico Ries                      | 26 de gener de 2002    |
| Noruega            | General                    | Sverre Diesen                  | 2005                   |
| Països Baixos      | General                    | Dick L. Berlijn                | 24 de juny de 2004     |
| Portugal           | General                    | Luis Valença Pinto             | 5 de desembre de 2006  |
| Regne Unit         | Tinent General             | Sir Jock Stirrup               | 28 d'abril de 2006     |
| Grècia             | General                    | Dimítrios Grapsas              |                        |
| Turquia            | General                    | Yaşar Büyükanit                | 30 d'agost de 2006     |
| Alemanya           | General                    | Wolfgang Schneiderhan          | 1 de juliol de 2002    |
| Espanya            | General de l'Aire          | José Julio Rodríguez Fernández | juny de 2008           |
| Hongria            | General                    | András Havril                  |                        |
| Polònia            | General                    | Franciszek Gągor               | 3 de maig de 2006      |
| Txèquia            | General de Divisió         | Vlastimil Picek                | 1 de març de 2007      |
| Bulgària           | General                    | Zlatan Kirilov Stoykov         | 2006                   |
| Eslovàquia         | General                    | Ľubomír Bulík                  | 21 de desembre de 2004 |
| Eslovènia          | General de Divisió         | Albin Gutman                   | 2006                   |
| Estònia            | General de Brigada         | Ants Laaneots                  | 5 de desembre de 2006  |
| Letònia            | General                    | Juris Maklakovs                |                        |
| Lituània           | General de Brigada         | Valdas Tutkus                  | 30 de juny de 2004     |
| Romania            | Almirall                   | Gheorghe Marin                 | 13 de setembre de 2006 |
| Albània            |                            |                                | 1 d'abril de 2009      |
| Croàcia            |                            |                                | 1 d'abril de 2009      |
| Montenegro         |                            |                                | 5 de juny de 2017      |
| Macedònia del Nord |                            |                                | 27 de març de 2020     |
| Finlàndia          |                            |                                | 4 d'abril de 2023      |

El Comitè, complint el seu objectiu d'assessorar en matèria militar, dona directrius als dos Comandaments Estratègics de l'organització: el  Comandant Suprem Aliat de Transformació  (SACT) i el  Comandant Suprem Aliat a Europa  (SACEUR).

#### Comandant Suprem Aliat a Europa
La funció del SACEUR és la de preservar la pau, la seguretat i la integritat territorial de tots els països que conformen l'OTAN. El SACEUR, en qualitat de Comandant Suprem, s'encarregarà de repel·lir, mitjançant les oportunes mesures militars, qualsevol atac que succeeixi o amb risc que succeeixi.
També s'encarrega de planificar les campanyes militars, incloent-hi el reclutament de les forces militars necessàries per dur a terme les missions de l'OTAN, que inclouen la promoció d'estabilitat, ajuda en crisi i provisió d'una defensa efectiva allà on sigui necessari.
D'altra banda, s'encarrega de fer les pertinents recomanacions a les autoritats polítiques i militars respecte a qualsevol assumpte militar que es trobi dins de la seva responsabilitat. El SACEUR també té accés directe als representants militars de cada país, així com, si ho troba necessari, amb les autoritats pertinents, per facilitar el compliment de les missions.
En qualitat de President del Comitè Militar, el SACEUR té un perfil públic molt important, sent el portaveu de la Caserna Suprema de l'Aliança a Europa (en anglès, Supreme Headquarters Allied Powers in Europe, SHAPE). Mitjançant els seus actes públics i el personal del seu gabinet, manté contacte regularment amb la premsa i porta a terme viatges pels països pertanyents a l'OTAN, així com aquells amb què s'està portant a terme programes de diàleg, cooperació i associació. El SACEUR també es responsabilitza de desenvolupar els contactes militars amb els països pertanyents al programa Aliança per la Pau.
El SHAPE és el centre de comandament militar del SACEUR. Fins al 1967 estava situat a França, a Rocquencourt, en l'actual seu de l'Institut National de Recherche en Informatique et en Automatique, prop de París. Com a conseqüència del recés de França de l'estructura militar de l'OTAN, l'SHAPE va ser traslladat a Bèlgica, en el territori de les antigues comunes de Casteau, Maisières i de Masnuy-Saint-Jean. Després de la fusió de les comunes, tot el territori del SHAPE va passar a ser part de Mons, a la província d'Hainaut, Bèlgica.

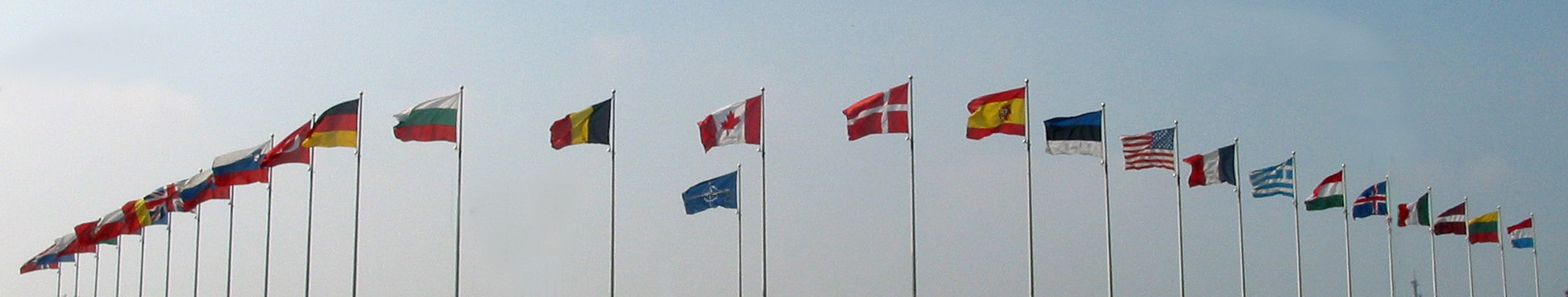
Banderes dels països de l'OTAN a l'entrada de la Caserna Suprema de l'Aliança a Europa.

|     | Nom                                       | Inici                  | Final                  |
| --- | ----------------------------------------- | ---------------------- | ---------------------- |
| 1.  | General de l'Exèrcit Dwight D. Eisenhower | 2 d'abril de 1951      | 30 de maig de 1952     |
| 2.  | General Matthew Ridgway                   | 30 de maig de 1952     | 11 de juliol de 1953   |
| 3.  | General Alfred Gruenther                  | 11 de juliol de 1953   | 20 de novembre de 1956 |
| 4.  | General Lauris Norstad                    | 20 de novembre de 1956 | 1 de gener de 1963     |
| 5.  | General Lyman Lemnitzer                   | 1 de gener de 1963     | 1 de juliol de 1969    |
| 6.  | General Andrew Goodpaster                 | 1 de juliol de 1969    | 15 de desembre de 1974 |
| 7.  | General Alexander Haig                    | 15 de desembre de 1974 | 1 de juliol de 1979    |
| 8.  | General Bernard W. Rogers                 | 1 de juliol de 1979    | 26 de juny de 1987     |
| 9.  | General John Galvin                       | 26 de juny de 1987     | 23 de juny de 1992     |
| 10. | General John Shalikashvili                | 23 de juny de 1992     | 22 d'octubre de 1993   |
| 11. | General George Joulwan                    | 22 d'octubre de 1993   | 11 de juliol de 1997   |
| 12. | General Wesley Clark                      | 11 de juliol de 1997   | 3 de maig de 2000      |
| 13. | General Joseph Ralston                    | 3 de maig de 2000      | 17 de gener de 2003    |
| 14. | General James L. Jones                    | 17 de gener de 2003    | 7 de desembre de 2006  |
| 15. | General Bantz J. Craddock                 | 7 de desembre de 2006  | 2 de juliol de 2009    |
| 16. | Almirall James G. Stavridis               | 2 de juliol de 2009    | 13 de maig de 2013     |
| 17. | General Philip M. Breedlove               | 13 de maig de 2013     | 4 de maig de 2016      |
| 18. | General Curtis Scaparrotti                | 4 de maig de 2016      | 3 de maig de 2019      |
| 19. | General Tod D. Wolters                    | 3 de maig de 2019      | 4 de juliol de 2022    |
| 20. | General Christopher G. Cavoli             | 4 de juliol de 2022    | actualitat             |

#### Comandaments regionals
La zona Atlàntica la componen cinc comandaments regionals: el de la zona occidental atlàntica (RC Weat), a Norfolk (Regne Unit), el de la zona oriental (RC East) a Northwood (Regne Unit), el de la sud-oriental (RC Southeast), a Oeiras (Lisboa, Portugal); el Strike FLTLANT, situat a Norfolk (Regne Unit), de forces navals, i el SUBACLANT, de forces submarines, amb base a Northwood (Regne Unit). La zona europea consta de dos comandaments regionals, un en el Nord (RC North), que controla el nord i centre d'Europa, i està ubicat a Brunssum (Països Baixos) i un altre al sud (RC SOUTH), que controla el sud, inclòs tot el Mediterrani, amb base a Nàpols (Itàlia).
La zona del comandament Regional del Nord té al seu torn cinc casernes sota la seva responsabilitat: tres de categoria subregional dividits per zones en nord (Stavanger, Noruega), centre (Heidelberg, Alemanya) i nord-oest (Karup, Dinamarca); i dos comandaments, un naval Northwood, Regne Unit) i un altre aeri (Ramstein, Alemanya).
La zona sud d'Europa, sota la direcció del Comandament regional del Sud, situat a Nàpols (Itàlia), té quatre casernes generals subregionals, també dividits per zones: sud-oest (Madrid, Espanya), sud (Verona, Itàlia), sud-centre (Larissa, Grècia) i sud-est (Esmirna, Turquia). A més compta amb dos comandaments components, un de forces aèries i un altre naval, ambdós amb base a Nàpols. Els comandaments components s'encarreguen de la coordinació de les operacions aèries i navals amb els comandaments subregionals de la seva zona.
A més d'aquests dos comandaments aliats, existeix un Grup de Planificació Regional Canadà-EUA, la funció és la de coordinar les forces de defensa de l'OTAN, en ambdós països.